# غونيلا بيرغستروم
غونيلا بيرغستروم (بالسويدية: Gunilla Bergström)‏ هي رسامة توضيحية وكاتبة سيناريو وكاتِبة وكاتبة للأطفال سويدية، ولدت في 3 يوليو 1942 في غوتنبرغ في السويد.

## وصلات خارجية
- غونيلا بيرغستروم على موقع IMDb (الإنجليزية)
- غونيلا بيرغستروم على موقع ميوزك برينز (الإنجليزية)
- غونيلا بيرغستروم على موقع ديسكوغز (الإنجليزية)
- غونيلا بيرغستروم على موقع قاعدة بيانات الفيلم (الإنجليزية)